# Кюстендилская область
Кюстенди́лская о́бласть (болг. Област Кюстендил) — область в Юго-Западном регионе Болгарии.
Административный центр — город Кюстендил. Площадь территории, занимаемой областью, 3084,3 км² (2,7 % от территории Болгарии). Население области 136 686 человек (2011).

## География
На севере граничит со Перникской областью, на востоке с Софийской областью, на юге с Благоевградской областью, а на западе — с Сербией и Северной Македонией.

## Административное деление
Административно область делится на девять общин:
1. Бобов-Дол;
2. Бобошево;
3. Дупница;
4. Кочериново;
5. Кюстендил;
6. Невестино;
7. Рила;
8. Сапарева-Баня;
9. Трекляно.

## Населённые пункты
В области кроме Кюстендила есть ещё 6 городов — Бобов-Дол, Бобошево, Дупница, Кочериново, Рила и Сапарева-Баня. Всего на территории Кюстендилской области расположены 182 населённых пункта (см. населённые пункты Кюстендилской области).
| Этнические группы (2011) | Этнические группы (2011) | Этнические группы (2011) | Этнические группы (2011) | Этнические группы (2011) |
| Этническая группа        |                          |                          | Процент                  |                          |
| ------------------------ | ------------------------ | ------------------------ | ------------------------ | ------------------------ |
| Болгары                  |                          |                          | 92.9 %                   |                          |
| Цыгане                   |                          |                          | 6.4 %                    |                          |
| Другие                   |                          |                          | 0.7 %                    |                          |